# Phytomyza cecidonomia
Phytomyza cecidonomia är en tvåvingeart som beskrevs av Erich Martin Hering 1937. Phytomyza cecidonomia ingår i släktet Phytomyza och familjen minerarflugor.
Artens utbredningsområde är Tyskland. Arten är reproducerande i Sverige. Inga underarter finns listade i Catalogue of Life.